# Land van 's-Hertogenrade
Het Land van 's-Hertogenrade, ook wel Land van Rode genoemd, was een zelfstandige heerlijkheid rond het stadje 's-Hertogenrode of 's-Hertogenrade, nu de met Kerkrade vergroeide grensstad Herzogenrath in Duitsland.
Kern van het gebied was de burcht Rode, rechts van de rivier de Worm (Duits: Wurm) en de abdij links daarvan, de abdij van Rode of ook wel Kloosterrade, gesticht in 1104, die sinds de Franse tijd Rolduc heet, een verkorting van de Franse aanduiding Rode-le-Duc (= 's-Hertogenrode). Iets meer zuidwestelijk bestond toen al het kerkdorp Kerkrade. Het gebied omvatte op een gegeven moment in de geschiedenis een aantal los van elkaar gelegen plaatsen:
- In 2020 in Duitsland: 's-Hertogenrade en Merkstein (nu Herzogenrath), Übach en de exclave Wels met Roerdorp (aan de Roer, nu Linnich). Alsdorp had tot 1778 een hoge mate van autonomie.
- In 2020 in Limburg (Nederland): Gulpen, Kerkrade, Margraten, Simpelveld met Bocholtz, Ubach over Worms (onderdeel van de schepenbank Ubach) en Vaals.

## Geschiedenis
Het achtervoegsel rade of rode betekent "rooiing" of "ontginning", en verwijst naar het werkwoord rooien: het kappen en bebouwen van bosachtig gebied. Het oude Rode bestond uit drie kernen. De kerk die de oorsprong van het dorp Kerkrade is, de abdij Kloosterrade, later Rolduc genoemd, en de burcht 's-Hertogenrade, in het Duits Herzogenrath.
De plaats Rode wordt voor het eerst vermeld bij de stichting van de abdij in 1104, als Castrensis Viculus, kleine nederzetting. Deze burcht was bezit van graaf Adelbert van Saffenberg († 1110). Graaf Adelbert en later zijn zoon Adolf († 1129) hadden de voogdij over de abdij. In 1136 komt door het huwelijk van Mathilde van Saffenberg († 1147), kleindochter van Adelbert, dochter van Adolf, met Hendrik II van Limburg het gehele goederencomplex Rode en de voogdij over het klooster aan de hertogen van Limburg. Beiden zijn begraven in de abdijkerk van Kloosterrade.
Het wordt in 1282 als „'s-Hertogenrode“ vermeld. Rode blijft een heerlijkheid, maar vormt een personele unie met Limburg; de hertog van Limburg is tevens heer van Rode. Hertog Walram III (1180-1226) ligt begraven in de Abdij Rolduc. Ook in 1282 kreeg de plaats stadsrechten (inclusief het muntrecht) van keizer Rudolf I van Habsburg (1273-1291).

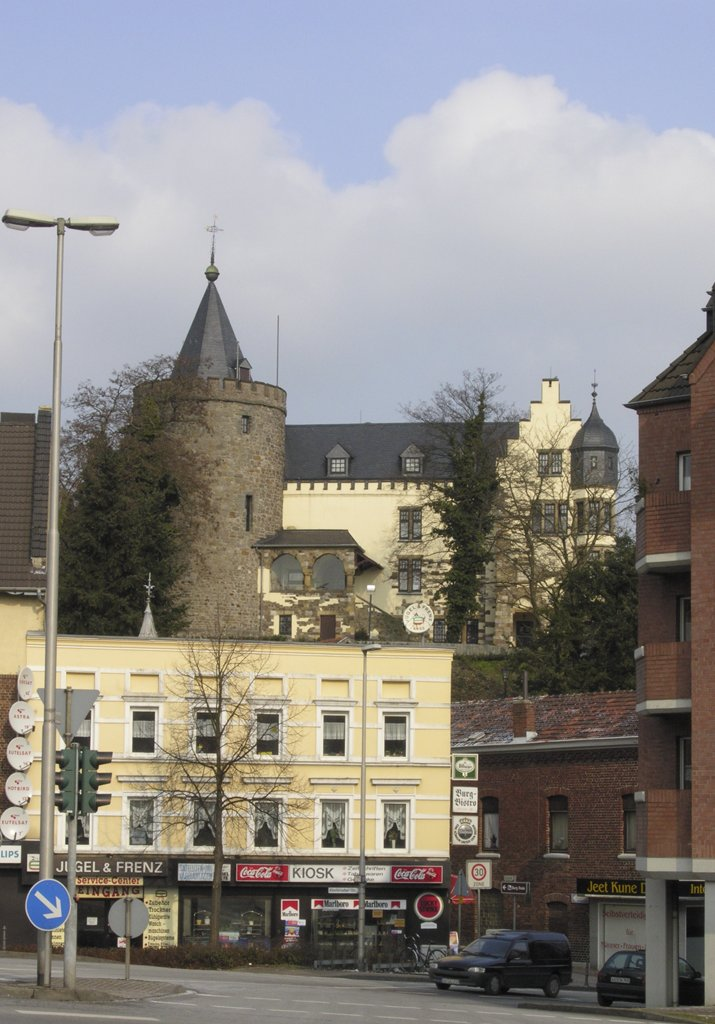
De Burg Rode in Herzogenrath

In 1283 werd de stad belegerd door het Brabantse leger onder Winnemar van Gijmenich (Gemmenich). De bevolking van de stad verkeerde in hongersnood. Een kruisboogschutter uit de stad wist de legeraanvoerder te doden, waarop de vijandelijke ridders zich terugtrokken. De held wordt nog steeds gevierd als Schutter van Rode.

### Brabants
Irmgard van Limburg (erfgename van hertog Walram IV) trouwt met Reinoud I (zoon van graaf Otto II van Gelre). Het echtpaar blijft kinderloos en er ontstaat een opvolgingsstrijd tussen Brabant en Gelre: de Limburgse Successieoorlog. Deze eindigt in de Slag bij Woeringen (1288), die gewonnen wordt door Jan I van Brabant. Hierdoor komt het land van Rode onder Brabants bestuur en blijft 's-Hertogenrode of 's-Hertogenrade heten (wederom een personele unie: de hertog van Brabant was nu tevens hertog van Limburg en heer van Rode geworden). Het graafschap Dalhem was in 1239 reeds in Brabantse handen gekomen en in 1347 wordt ook het Land van Valkenburg Brabants. Onder Brabantse controle vormde 's-Hertogenrade later met het hertogdom Limburg, het graafschap Dalhem en het Land van Valkenburg een gezamenlijke delegatie in de Staten-Generaal van de Nederlanden onder de naam Staten van Limburg en de Landen van Overmaas. Samen werden zij de drie landen van Overmaas genoemd. Brabant werd bestuurd vanuit Brussel, van waaruit deze landen 'over de Maas' liggen.

### Spaans en Staats 's-Hertogenrade

Het land van 's-Hertogenrade na het Partagetraktaat (1661)

Bij de Vrede van Munster van 1648 werd geen overeenstemming bereikt over de Landen van Overmaas. Dat gebeurde dertien jaar later wel. Op 26 december 1661 sloten de republiek en Spanje het Partagetraktaat, waarin de landen van Overmaze werden verdeeld. De verdeling werd in 1663 uitgevoerd. Sindsdien waren er een Staats Land van 's-Hertogenrade en een Spaans Land van 's-Hertogenrade.
- Spanje kreeg: de stad 's-Hertogenrade en de banken, heerlijkheden en dorpen Merkstein, Kerkrade, Ubach met Ubach over Worms, Simpelveld met Bocholtz, Wels en Roerdorp. Bovendien alle lenen, binnen en buitenlands gelegen behorende tot het kasteel.
- De Staten-Generaal kregen de banken, heerlijkheden en dorpen: Gulpen, Margraten en Vaals met Vijlen en Holset.

### Oostenrijkse Nederlanden
Na de Spaanse Successieoorlog kwam het Spaanse deel van het land aan de Oostenrijkse Nederlanden. In 1778 vond onder Keizerin Maria Theresia een hervorming van de Staten van Limburg en Overmaas plaats die eindelijk als één college opereerden. In 1778 werden tevens de vrije heerlijkheden Rimburg en Alsdorp officieel toegevoegd aan de Oostenrijkse Nederlanden, zij vielen toen ook juridisch onder het Land van 's-Hertogenrade. Alsdorp viel van oudsher al onder het Land van 's-Hertogenrade, zo was de landvoogd van Alsdorp ook drossaard van het Land van Rode, maar de heerlijkheid had een hoge mate van autonomie. Rimburg was voordien een zelfstandige rijksvrije heerlijkheid.
Op 8 november 1785 sloten Oostenrijk en de Staten-Generaal het traktaat van Fontainebleau. Hierbij werd een groot deel van het graafschap Dalhem door de Staten-Generaal aan Oostenrijk afgestaan in ruil voor delen van Oostenrijks Valkenburg. Van het graafschap Dalhem bleven Oost en Cadier Staats. De twee dorpen werden bij resolutie van de Staten-Generaal dd. 26 januari 1789 verenigd met het Land van 's Hertogenrade Staatse partage, dat slecht zes jaar de naam zou dragen van "Geünieerde of gecombineerde Landen van Daelhem en 's Hertogenrade".

### Franse tijd
Van 1795 tot 1814 maakte het gebied deel uit van het het Franse departement van de Nedermaas.

### Pruisisch
Op het Congres van Wenen (1814-1815) werd het land van Rode opgedeeld. 's-Hertogenrade of Herzogenrath, Merkstein (beide plaatsen sinds 1972 samen met het Kohlscheid, de vergrote gemeente Herzogenrath vormend), Übach en Wels (nu in Linnich) werden aan Pruisen toegewezen, hoewel de stad 's-Hertogenrade zelf liever Nederlands was geworden. Het omgekeerde gold voor Sittard, dat liever Pruissisch was geworden. De westelijke helft van ambt 's-Hertogenrade kwam aan het Verenigd Koninkrijk der Nederlanden en werd de nieuwe gemeente Kerkrade. De staatsgrens loopt merkwaardigerwijze in de lengte-as middendoor de Neustraße/Nieuwstraat. Herzogenrath verloor bij de verdeling zijn stadsrechten, die het pas weer in 1919 terug zou krijgen.

### Eurode
Herzogenrath vormt samen met Kerkrade sinds 1991 (Verdrag van Anholt) opnieuw een symbolische eenheid als Europastad Eurode. Beide gemeenten zijn ongeveer even groot, ca. 48.000 inwoners elk.